# Тенетниківська сільська рада
| Тенетниківська сільська рада — орган місцевого самоврядування у Галицькому районі Івано-Франківської області з адміністративним центром у с. Тенетники. Історична дата утворення: в 1940 році. Водоймища на території, підпорядкованій даній раді: річка Дністер. Сільській раді підпорядковані населені пункти: - с. Тенетники — населення 504 чол.; площа 16,840 кв.км; засн. в 1832; - с. Новий Мартинів — населення 415 чол.; площа 7,936 кв.км; засн. в 1976; |

## Склад ради
Рада складається з 14 депутатів та голови.

### Керівний склад ради
| ПІБ                                | Основні відомості                                                               | Дата обрання | Дата звільнення |
| ---------------------------------- | ------------------------------------------------------------------------------- | ------------ | --------------- |
| Пендерецький Олексій Богданович    | Сільський голова, 1959 року народження, освіта, безпартійний                    | 26.03.2006   | 31.10.2010      |
| Кропельницький Михайло Олексійович | Сільський голова, 1960 року народження, освіта середня спеціальна, безпартійний | 02.06.2013   |                 |

Примітка: таблиця складена за даними джерела